# الشركة السعودية لحلول القوى البشرية
الشركة السعودية لحلول القوى البشرية (بالإنجليزية:smasco)، هي شركة مساهمة سعودية مدرجة في السوق المالية السعودية (تداول) منذ يوليو 2024، تأسست سماسكو عام 2012 كشركة موارد بشرية لتأهيل وتوظيف العمالة الوافدة، وتوفير حلول القوى العاملة لقطاعي الشركات والأفراد، ويقع مقرها الرئيسي في مدينة الرياض. تتراوح حصة الشركة السوقية في السوق السعودية بين 14 و16% من القطاعات التي تساهم بها. وهي أول شركة مرخصة من قبل وزارة الموارد البشرية والتنمية الاجتماعية لحلول القوى العاملة فـي السعودية.

## التاريخ
تأسست الشركة السعودية لحلول القوى البشرية (سماسكو) في عام 2012 كشركة لتوفير العمالة برأس مال مدفـوع بالكامـل قـدره 100 مليون ريال والذي بلغ قيمته 400 مليون ريال خلال عام 2024، وهي أول شركة تحصل على ترخيص حكومي لتوفير خدمة العمالة في السعودية. في سبتمبر 2013، حيث أطلقت سماسكو خدمة راحة لتقديم خدمات العمالة المنزلية النسائية لفترة محددة مسبقاً عن طريق زيارات أسبوعية مجدولة ومحددة بعدد ساعات وأيام معينة، حققت سماسكو في عام 2018 رقماً قياسياً عالمياً في موسوعة جينيس كأكبر ورشة تدريبية للعمالة المنزلية في العالم. بحلول مايو 2024، كانت سماسكو قد استقطبت عمالة من 40 دولة.

### شركات تابعة
أنشأت سماسكو الشركة السعودية للخدمات اللوجستية (SLSC) عام 2019، وهي شركة نقل لوجستي تمارس نشاطها في السعودية. أنشأت سماسكو في عام 2020 شركة ترحاب لتجارب العملاء وهي المتخصصة في تحسين خدمة تجارب العملاء، كما تمتلك سماسكو شركة سنيم وهي شركة سعودية تستثمر في الحلول التقنية المبتكرة منذ عام 2021.

## طرح أسهم سماسكو للاكتتاب العام
في مارس 2024، حصلت سماسكو على موافقة هيئة السوق المالية للتسجيل والطرح العام الأولي للأسهم في السوق المالية السعودية (تداول). وفي مايو 2024، أعلنت سماسكو عن طرح عام أولي للمستثمرين والأفراد بنسبة 30% من إجمالي الأسهم بقيمة 120 مليون ريال سعودي، مطروحة للاكتتاب العام لكل من الكيانات المستثمرة والأفراد.
بدأت فترة اكتتاب شريحة الأفراد في 26 مايو 2024، وانتهت في 27 مايو 2024 باكتتابهم في كامل الأسهم المخصصة لهذه الشريحة والبالغة 12 مليون سهم والتي تشكل نسبة 10% من إجمالي الأسهم المطروحة وبسعر 7.5 ريال سعودي للسهم الواحد، ووصل عدد المشاركين الأفراد في الاكتتاب 1,065 مليون مشترك بمعدل تغطية 13 مرة للأسهم المخصصة للأفراد وتخصيص 10 أسهم لكل مكتتب ويبلغ الحد الأعلى 2.5 مليون سهم.
في 12 يوليو 2024، تم إدراج شركة سماسكو في مؤشر السوق الرئيسية (تاسي) برمز تداول 1834 وبالرمز الدولي SA562G3GSL11. تمثل طرح شركة سماسكو 120 مليون سهم تمثل 30% من رأس مال الشركة خُصص 10% لشريحة الأفراد و90% منها للفئات المشاركة.

## وصلات خارجية
- الموقع الرسمي